# Maks Mirny
Maksim Mikalaevič Mirny, accreditato come Max Mirnyi dalla ATP, detto Maks (in bielorusso Максім Мікалаевіч Мірны?; in russo Максим Николаевич Мирный?, Maksim Nikolaevič Mirnyj; Minsk, 6 luglio 1977), è un allenatore di tennis ed ex tennista bielorusso.
Ex nº18 del mondo, in carriera ha vinto un torneo ATP in singolare, raggiungendo i quarti di finale agli US Open 2002.
Ottimo doppista, è stato nº 1 del mondo in doppio nel giugno 2003, vincendo in tutto 52 titoli ATP tra cui 10 tornei del Grande Slam tra doppio e doppio misto. In quest'ultima specialità si è inoltre laureato campione olimpico vincendo la medaglia d'oro alle Olimpiadi di Londra nel 2012 in coppia con la connazionale Viktoryja Azaranka.

## Carriera
Professionista dal 1996, Mirny è stato un regolarista in singolo fino al 2008, ma ha ottenuto i risultati migliori da doppista: a fronte di un solo titolo da singolarista ne vanta 48 nel doppio maschile, tra cui 4 Roland Garros (2005 e 2006 in coppia con Jonas Björkman e 2011-2012 con Daniel Nestor) e 2 US Open (2000 con Lleyton Hewitt, 2002 con Mahesh Bhupathi).
Nel suo palmarès figurano anche quattro titoli del Grande Slam nel doppio misto (in coppia con Serena Williams, Viktoryja Azaranka e Andrea Hlaváčková) e un oro al torneo dei Giochi della XXX Olimpiade di Londra nel 2012 insieme alla Azaranka.
Ha concluso ben nove stagioni nella top-10 mondiale tra le quali spicca il 2003 chiuso al primo posto. In Coppa Davis ha giocato ottantotto match con la squadra bielorussa vincendone cinquantasei e aiutando la sua nazione a raggiungere per la prima volta le semifinali nell'edizione 2004.

## Statistiche

### Singolare

#### Vittorie (1)
| Legenda                           |
| Grande Slam (0)                   |
| Tennis Master Cup (0)             |
| ATP Masters Series (0)            |
| ATP International Series Gold (1) |
| ATP International Series (0)      |

| Numero | Data             | Torneo                    | Superficie | Avversario in finale | Punteggio   |
| 1.     | 23 febbraio 2003 | Rotterdam Open, Rotterdam | Cemento    | Raemon Sluiter       | 7–6(3), 6-4 |

#### Finali perse (3)
| Legenda                           |
| Grande Slam (0)                   |
| Tennis Master Cup (0)             |
| ATP Masters Series (1)            |
| ATP International Series Gold (1) |
| ATP International Series (1)      |

| Numero | Data             | Torneo                                      | Superficie  | Avversario in finale | Punteggio     |
| 1.     | 15 ottobre 2001  | Stuttgart Masters, Stoccarda                | Cemento (i) | Tommy Haas           | 2-6, 2-6, 2-6 |
| 2.     | 14 febbraio 2005 | U.S. National Indoor Championships, Memphis | Cemento (i) | Kenneth Carlsen      | 5-7, 5-7      |
| 3.     | 13 giugno 2005   | Nottingham Open, Nottingham                 | Erba        | Richard Gasquet      | 2-6, 3-6      |

### Doppio

#### Vittorie (52)
| Legenda                                                |
| Grande Slam (6)                                        |
| Tennis Master Cup / ATP World Tour Finals (2)          |
| ATP Masters Series / ATP Masters 1000 (16)             |
| ATP International Series Gold / ATP World Tour 500 (8) |
| ATP International Series / ATP World Tour 250 (20)     |

| Numero | Data              | Torneo                                               | Superficie    | Compagno           | Avversari in finale                  | Punteggio            |
| 1.     | 3 febbraio 1997   | Shanghai Masters, Shanghai                           | Sintetico (i) | Kevin Ullyett      | Tomas Nydahl Stefano Pescosolido     | 7–6, 6–7, 7–5        |
| 2.     | 8 febbraio 1999   | Open 13, Marsiglia                                   | Cemento (i)   | Andrej Ol'chovskij | David Adams Pavel Vízner             | 7–5, 7–6(7)          |
| 3.     | 8 marzo 1999      | Copenaghen Open, Copenaghen                          | Sintetico (i) | Andrej Ol'chovskij | Marc-Kevin Goellner David Prinosil   | 6(5)–7, 7–6(4), 6–1  |
| 4.     | 10 maggio 1999    | International Tennis Championships, Delray Beach     | Terra         | Nenad Zimonjić     | Doug Flach Brian MacPhie             | 7–6(3), 3–6, 6–3     |
| 5.     | 18 ottobre 1999   | Singapore Open, Singapore                            | Cemento (i)   | Eric Taino         | Todd Woodbridge Mark Woodforde       | 6–3, 6–4             |
| 6.     | 10 gennaio 2000   | Qatar Open ATP, Doha                                 | Cemento       | Mark Knowles       | Alex O'Brien Jared Palmer            | 6–3, 6–4             |
| 7.     | 11 settembre 2000 | US Open, New York                                    | Cemento       | Lleyton Hewitt     | Ellis Ferreira Rick Leach            | 6–4, 5–7, 7–6(5)     |
| 8.     | 20 novembre 2000  | Paris Masters, Parigi                                | Sintetico (i) | Nicklas Kulti      | Paul Haarhuis Daniel Nestor          | 7–6(6), 7–5          |
| 9.     | 8 ottobre 2001    | Kremlin Cup, Mosca                                   | Sintetico (i) | Sandon Stolle      | Mahesh Bhupathi Jeff Tarango         | 6–3, 6–0             |
| 10.    | 22 ottobre 2001   | Stuttgart Masters, Stoccarda                         | Cemento (i)   | Sandon Stolle      | Ellis Ferreira Jeff Tarango          | 7–6(3), 6–3          |
| 11.    | 25 febbraio 2002  | ATP Rotterdam, Rotterdam                             | Cemento (i)   | Roger Federer      | Mark Knowles Daniel Nestor           | 4–6, 6–3, [10–4]     |
| 12.    | 9 settembre 2002  | US Open, New York (2)                                | Cemento       | Mahesh Bhupathi    | Jiří Novák Radek Štěpánek            | 6–3, 3–6, 6–4        |
| 13.    | 7 ottobre 2002    | Kremlin Cup, Mosca (2)                               | Sintetico (i) | Roger Federer      | Joshua Eagle Sandon Stolle           | 6–4, 7–6(0)          |
| 14.    | 31 marzo 2003     | Miami Masters, Miami                                 | Cemento       | Roger Federer      | Leander Paes David Rikl              | 7–5, 6–3             |
| 15.    | 14 aprile 2003    | Estoril Open, Estoril                                | Terra         | Mahesh Bhupathi    | Lucas Arnold Ker Mariano Hood        | 6–1, 6–2             |
| 16.    | 21 aprile 2003    | Monte Carlo Masters, Monte Carlo                     | Terra         | Mahesh Bhupathi    | Michaël Llodra Fabrice Santoro       | 4–6, 7–5, 6–2        |
| 17.    | 11 agosto 2003    | Canada Masters, Montréal                             | Cemento       | Mahesh Bhupathi    | Jonas Björkman Todd Woodbridge       | 4–1, ret.            |
| 18.    | 6 ottobre 2003    | Kremlin Cup, Mosca (3)                               | Sintetico (i) | Mahesh Bhupathi    | Wayne Black Kevin Ullyett            | 6–3, 7–5             |
| 19.    | 20 ottobre 2003   | Madrid Masters, Madrid                               | Cemento (i)   | Mahesh Bhupathi    | Wayne Black Kevin Ullyett            | 6–2, 2–6, 6–3        |
| 20.    | 10 maggio 2004    | Internazionali d'Italia, Roma                        | Terra         | Mahesh Bhupathi    | Wayne Arthurs Paul Hanley            | 1–6, 6–4, 7–6(1)     |
| 21.    | 4 aprile 2005     | Miami Masters, Miami (2)                             | Cemento       | Jonas Björkman     | Wayne Black Kevin Ullyett            | 6–1, 6–2             |
| 22.    | 16 maggio 2005    | Hamburg Masters, Amburgo                             | Terra         | Jonas Björkman     | Michaël Llodra Fabrice Santoro       | 6–2, 6–3             |
| 23.    | 6 giugno 2005     | Open di Francia, Parigi                              | Terra         | Jonas Björkman     | Bob Bryan Mike Bryan                 | 2–6, 6–1, 6–4        |
| 24.    | 22 agosto 2005    | Cincinnati Masters, Cincinnati                       | Cemento       | Jonas Björkman     | Wayne Black Kevin Ullyett            | 6–4, 5–7, 6–2        |
| 25.    | 17 ottobre 2005   | Kremlin Cup, Mosca (4)                               | Sintetico (i) | Michail Južnyj     | Igor' Andreev Nikolaj Davydenko      | 5–1, 5–1             |
| 26.    | 9 gennaio 2006    | Qatar Open ATP, Doha (2)                             | Cemento       | Jonas Björkman     | Christophe Rochus Olivier Rochus     | 2–6, 6–3, [10–8]     |
| 27.    | 3 aprile 2006     | Miami Open, Miami (3)                                | Cemento       | Jonas Björkman     | Bob Bryan Mike Bryan                 | 6–4, 6–4             |
| 28.    | 24 aprile 2006    | Monte Carlo Masters, Monte Carlo (2)                 | Terra         | Jonas Björkman     | Fabrice Santoro Nenad Zimonjić       | 3–6, 6–3, [10–7]     |
| 29.    | 12 giugno 2006    | Open di Francia, Parigi (2)                          | Terra         | Jonas Björkman     | Bob Bryan Mike Bryan                 | 6(5)–7, 6–4, 7–5     |
| 30.    | 24 luglio 2006    | Stuttgart Open, Stoccarda                            | Terra         | Gastón Gaudio      | Yves Allegro Robert Lindstedt        | 7–5, 6(4)–7, [12–10] |
| 31.    | 21 agosto 2006    | Cincinnati Masters, Cincinnati (2)                   | Cemento       | Jonas Björkman     | Bob Bryan Mike Bryan                 | 7–6(5), 6–4          |
| 32.    | 20 novembre 2006  | Tennis Masters Cup, Shanghai                         | Cemento (i)   | Jonas Björkman     | Mark Knowles Daniel Nestor           | 6–2, 6–4             |
| 33.    | 14 ottobre 2007   | Stockholm Open, Stoccolma                            | Cemento (i)   | Jonas Björkman     | Arnaud Clément Michaël Llodra        | 6–4, 6–4             |
| 34.    | 17 febbraio 2008  | International Tennis Championships, Delray Beach (2) | Cemento       | Jamie Murray       | Bob Bryan Mike Bryan                 | 6–4, 3–6, [10–6]     |
| 35.    | 12 ottobre 2008   | Vienna Open, Vienna                                  | Cemento (i)   | Andy Ram           | Philipp Petzschner Alexander Peya    | 6–1, 7–5             |
| 36.    | 4 aprile 2009     | Miami Open, Miami (4)                                | Cemento       | Andy Ram           | Ashley Fisher Stephen Huss           | 6(4)–7, 6–2, [10–7]  |
| 37.    | 14 novembre 2010  | Paris Masters, Parigi (2)                            | Cemento (i)   | Mahesh Bhupathi    | Mark Knowles Andy Ram                | 7–5, 7–5             |
| 38.    | 20 febbraio 2011  | U.S. National Indoor Championships, Memphis          | Cemento (i)   | Daniel Nestor      | Eric Butorac Jean-Julien Rojer       | 6–2, 6(6)–7, [10–3]  |
| 39.    | 4 giugno 2011     | Open di Francia, Parigi (3)                          | Terra         | Daniel Nestor      | Juan Sebastián Cabal Eduardo Schwank | 7–6(3), 3–6, 6–4     |
| 40.    | 16 ottobre 2011   | Shanghai Masters, Shanghai                           | Cemento       | Daniel Nestor      | Michaël Llodra Nenad Zimonjić        | 3–6, 6–1, [12–10]    |
| 41.    | 27 novembre 2011  | ATP World Tour Finals, Londra (2)                    | Cemento (i)   | Daniel Nestor      | Mariusz Fyrstenberg Marcin Matkowski | 7–5, 6–3             |
| 42.    | 8 gennaio 2012    | Brisbane International, Brisbane                     | Cemento       | Daniel Nestor      | Jürgen Melzer Philipp Petzschner     | 6–1, 6–2             |
| 43.    | 26 febbraio 2012  | U.S. National Indoor Championships, Memphis (2)      | Cemento (i)   | Daniel Nestor      | Ivan Dodig Marcelo Melo              | 4–6, 7–5, [10–7]     |
| 44.    | 9 giugno 2012     | Open di Francia, Parigi (4)                          | Terra         | Daniel Nestor      | Bob Bryan Mike Bryan                 | 6–4, 6–4             |
| 45.    | 17 giugno 2012    | Queen's Club Championships, Londra                   | Erba          | Daniel Nestor      | Bob Bryan Mike Bryan                 | 6–3, 6–4             |
| 46.    | 27 aprile 2013    | Romanian Open, Bucarest                              | Terra rossa   | Horia Tecău        | Lukáš Dlouhý Oliver Marach           | 4–6, 6–4, [10–6]     |
| 47.    | 22 giugno 2013    | Rosmalen Open, 's-Hertogenbosch                      | Erba          | Horia Tecău        | Andre Begemann Martin Emmrich        | 6-3, 7–6(4)          |
| 48.    | 6 ottobre 2013    | China Open, Pechino                                  | Cemento       | Horia Tecău        | Fabio Fognini Andreas Seppi          | 6-4, 6-2             |
| 49.    | 27 febbraio 2016  | Abierto Mexicano de Tenis, Acapulco                  | Cemento       | Treat Huey         | Philipp Petzschner Alexander Peya    | 7–6(5), 6-3          |
| 50.    | 22 ottobre 2017   | Kremlin Cup, Mosca (5)                               | Cemento (i)   | Philipp Oswald     | Damir Džumhur Antonio Šančić         | 6–3, 7-5             |
| 51.    | 18 febbraio 2018  | New York Open, New York                              | Cemento (i)   | Philipp Oswald     | Wesley Koolhof Artem Sitak           | 6–4, 4-6, [10-6]     |
| 52.    | 14 aprile 2018    | U.S. Men's Clay Court Championships, Houston         | Terra rossa   | Philipp Oswald     | Andre Begemann Antonio Šančić        | 6(2)–7, 6-4, [11-9]  |

#### Finali perse (46)
| Legenda                                                |
| Grande Slam (4)                                        |
| Tennis Master Cup / ATP World Tour Finals (2)          |
| ATP Masters Series / ATP Masters 1000 (13)             |
| ATP International Series Gold / ATP World Tour 500 (7) |
| ATP International Series / ATP World Tour 250 (20)     |

| Numero | Data              | Torneo                                                            | Superficie  | Compagno               | Avversari in finale                | Punteggio              |
| 1.     | 6 ottobre 1997    | Grand Prix de Tennis de Toulouse, Tolosa                          | Sintetico   | Jean-Philippe Fleurian | Jacco Eltingh Paul Haarhuis        | 3–6, 6–7               |
| 2.     | 13 aprile 1998    | Chennai Open, Chennai                                             | Cemento     | Olivier Delaître       | Mahesh Bhupathi Leander Paes       | 7–6, 3–6, 2–6          |
| 3.     | 8 maggio 2000     | Internazionali di Baviera, Monaco di Baviera                      | Terra       | Nenad Zimonjić         | David Adams John-Laffnie de Jager  | 4–6, 4–6               |
| 4.     | 21 agosto 2000    | Indianapolis Tennis Championships, Indianapolis                   | Cemento     | Jonas Björkman         | Lleyton Hewitt Sandon Stolle       | 2–6, 6–3, 3–6          |
| 5.     | 18 giugno 2001    | Halle Open, Halle                                                 | Erba        | Patrick Rafter         | Daniel Nestor Sandon Stolle        | 4–6, 7–6(5), 1–6       |
| 6.     | 4 febbraio 2002   | Milan Indoor, Milano                                              | Sintetico   | Julien Boutter         | Karsten Braasch Andrej Ol'chovskij | 6–3, 6(5)–7, [10–12]   |
| 7.     | 18 febbraio 2002  | Marseille Open, Marsiglia                                         | Cemento (i) | Julien Boutter         | Arnaud Clément Nicolas Escudé      | 4–6, 3–6               |
| 8.     | 18 marzo 2002     | Indian Wells Masters, Indian Wells                                | Cemento     | Roger Federer          | Mark Knowles Daniel Nestor         | 4–6, 4–6               |
| 9.     | 17 giugno 2002    | Queen's Club Championships, Londra                                | Erba        | Mahesh Bhupathi        | Wayne Black Kevin Ullyett          | 6(5)–7, 6–3, 3–6       |
| 10.    | 12 agosto 2002    | Cincinnati Masters, Cincinnati                                    | Cemento     | Mahesh Bhupathi        | James Blake Todd Martin            | 5–7, 3–6               |
| 11.    | 19 agosto 2002    | Indianapolis Tennis Championships, Indianapolis (2)               | Cemento     | Mahesh Bhupathi        | Mark Knowles Daniel Nestor         | 6–4, 6(3)–7, 4–6       |
| 12.    | 21 ottobre 2002   | Madrid Masters, Madrid                                            | Cemento (i) | Mahesh Bhupathi        | Mark Knowles Daniel Nestor         | 4–6, 3–6               |
| 13.    | 6 gennaio 2003    | ATP Adelaide, Adelaide                                            | Cemento     | Jeff Morrison          | Jeff Coetzee Chris Haggard         | 6–2, 4–6, 6(7)–7       |
| 14.    | 24 febbraio 2003  | ATP Rotterdam, Rotterdam,                                         | Cemento (i) | Roger Federer          | Wayne Arthurs Paul Hanley          | 6(4)–7, 2–6            |
| 15.    | 19 maggio 2003    | Hamburg Masters, Amburgo                                          | Terra       | Mahesh Bhupathi        | Mark Knowles Daniel Nestor         | 4–6, 6(10)–7           |
| 16.    | 16 giugno 2003    | Queen's Club Championships, Londra (2)                            | Erba        | Mahesh Bhupathi        | Mark Knowles Daniel Nestor         | 3–6, 4–6               |
| 17.    | 7 luglio 2003     | Torneo di Wimbledon, Londra                                       | Erba        | Mahesh Bhupathi        | Jonas Björkman Todd Woodbridge     | 6–3, 3–6, 6(4)–7, 3–6  |
| 18.    | 13 ottobre 2003   | Vienna Open, Vienna                                               | Cemento (i) | Mahesh Bhupathi        | Yves Allegro Roger Federer         | 6(7)–7, 5–7            |
| 19.    | 2 agosto 2004     | Canada Masters, Toronto                                           | Cemento     | Jonas Björkman         | Mahesh Bhupathi Leander Paes       | 6(2)–7, 2–6            |
| 20.    | 13 giugno 2005    | Queen's Club Championships, Londra (3)                            | Erba        | Jonas Björkman         | Bob Bryan Mike Bryan               | 7–6(4), 6(2)–7, 6(4)–7 |
| 21.    | 12 settembre 2005 | US Open, New York                                                 | Cemento     | Jonas Björkman         | Bob Bryan Mike Bryan               | 1–6, 4–6               |
| 22.    | 31 ottobre 2005   | St. Petersburg Open, San Pietroburgo                              | Sintetico   | Jonas Björkman         | Julian Knowle Jürgen Melzer        | 6–4, 5–7, 5–7          |
| 23.    | 19 giugno 2006    | Queen's Club Championships, Londra (4)                            | Erba        | Jonas Björkman         | Paul Hanley Kevin Ullyett          | 4–6, 6(5)–7            |
| 24.    | 11 settembre 2006 | US Open, New York (2)                                             | Cemento     | Jonas Björkman         | Martin Damm Leander Paes           | 7–6(5), 4–6, 3–6       |
| 25.    | 29 gennaio 2007   | Australian Open, Melbourne                                        | Cemento     | Jonas Björkman         | Bob Bryan Mike Bryan               | 5–7, 5–7               |
| 26.    | 18 ottobre 2008   | St. Petersburg Open, San Pietroburgo (2)                          | Cemento (i) | Rohan Bopanna          | Travis Parrott Filip Polášek       | 6–3, 6(4)–7, [8–10]    |
| 27.    | 21 marzo 2009     | Indian Wells Masters, Indian Wells (2)                            | Cemento     | Andy Ram               | Mardy Fish Andy Roddick            | 6–3, 1–6, [12–14]      |
| 28.    | 16 agosto 2009    | Canada Masters, Montréal (2)                                      | Cemento     | Andy Ram               | Mahesh Bhupathi Mark Knowles       | 4–6, 3–6               |
| 29.    | 29 novembre 2009  | ATP World Tour Finals, Londra                                     | Cemento (i) | Andy Ram               | Bob Bryan Mike Bryan               | 6(5)–7, 3–6            |
| 30.    | 3 aprile 2010     | Miami Open, Miami                                                 | Cemento     | Mahesh Bhupathi        | Lukáš Dlouhý Leander Paes          | 2–6, 5–7               |
| 31.    | 18 aprile 2010    | Monte Carlo Masters, Monte Carlo                                  | Terra       | Mahesh Bhupathi        | Daniel Nestor Nenad Zimonjić       | 3–6, 0–2, ret.         |
| 32.    | 22 agosto 2010    | Cincinnati Masters, Cincinnati (2)                                | Cemento     | Mahesh Bhupathi        | Bob Bryan Mike Bryan               | 3–6, 4–6               |
| 33.    | 7 novembre 2010   | Valencia Open 500, Valencia                                       | Cemento (i) | Mahesh Bhupathi        | Andy Murray Jamie Murray           | 6(8)–7, 7–5, [7–10]    |
| 34.    | 28 novembre 2010  | ATP World Tour Finals, Londra (2)                                 | Cemento (i) | Mahesh Bhupathi        | Daniel Nestor Nenad Zimonjić       | 6(6)–7, 4–6            |
| 35.    | 2 aprile 2011     | Miami Open, Miami (2)                                             | Cemento     | Daniel Nestor          | Mahesh Bhupathi Leander Paes       | 7–6(5), 2–6, [5–10]    |
| 36.    | 30 ottobre 2011   | Vienna Open, Vienna                                               | Cemento (i) | Daniel Nestor          | Bob Bryan Mike Bryan               | 6(10)–7, 3–6           |
| 37.    | 5 novembre 2011   | Swiss Indoors, Basilea                                            | Cemento (i) | Daniel Nestor          | Michaël Llodra Nenad Zimonjić      | 4–6, 5–7               |
| 38.    | 31 marzo 2012     | Miami Open, Miami (3)                                             | Cemento     | Daniel Nestor          | Leander Paes Radek Štěpánek        | 3–6, 6–1, [10–8]       |
| 39.    | 22 aprile 2012    | Monte Carlo Masters, Monte Carlo (2)                              | Terra       | Daniel Nestor          | Bob Bryan Mike Bryan               | 2-6, 3-6               |
| 40.    | 12 gennaio 2013   | Sydney International, Sydney                                      | Cemento     | Horia Tecău            | Bob Bryan Mike Bryan               | 4-6, 4-6               |
| 41.    | 3 marzo 2013      | International Tennis Championships, Delray Beach (1)              | Cemento     | Horia Tecău            | Jack Sock James Blake              | 4-6, 4-6               |
| 42.    | 1º marzo 2014     | Abierto Mexicano de Tenis, Acapulco                               | Cemento     | Feliciano López        | Matthew Ebden Kevin Anderson       | 3-6, 3-6               |
| 43.    | 1º novembre 2015  | Valencia Open, Valencia                                           | Cemento (i) | Feliciano López        | Eric Butorac Scott Lipsky          | 6(4)–7, 3-6            |
| 44.    | 26 febbraio 2017  | Delray Beach International Tennis Championships, Delray Beach (2) | Cemento     | Treat Huey             | Raven Klaasen Rajeev Ram           | 5-7, 5-7               |
| 45.    | 13 gennaio 2018   | Auckland Open, Auckland                                           | Cemento     | Philipp Oswald         | Oliver Marach Mate Pavić           | 4-6, 7-5, [7-10]       |
| 46.    | 21 ottobre 2018   | Kremlin Cup, Mosca                                                | Cemento (i) | Philipp Oswald         | Austin Krajicek Rajeev Ram         | 6(4)–7, 4-6            |

### Doppio misto

#### Vittorie (5)
| Australian Open (0)     |
| Open di Francia (0)     |
| Torneo di Wimbledon (1) |
| US Open (3)             |
| Ori Olimpici (1)        |

| Numero | Anno | Torneo                      | Superficie | Compagna           | Avversari in finale                  | Punteggio        |
| 1.     | 1998 | Torneo di Wimbledon, Londra | Erba       | Serena Williams    | Mahesh Bhupathi Mirjana Lučić-Baroni | 6–4, 6–4         |
| 2.     | 1998 | US Open, New York           | Cemento    | Serena Williams    | Patrick Galbraith Lisa Raymond       | 6–2, 6–2         |
| 3.     | 2007 | US Open, New York           | Cemento    | Viktoryja Azaranka | Leander Paes Meghann Shaughnessy     | 6–4, 7–6(6)      |
| 4.     | 2012 | Olimpiadi Estive, Londra    | Erba       | Viktoryja Azaranka | Laura Robson Andy Murray             | 2–6, 6–3, [10–8] |
| 5.     | 2013 | US Open, New York           | Cemento    | Andrea Hlaváčková  | Abigail Spears Santiago González     | 7–6(5), 6-3      |

#### Finali perse (4)
| Australian Open (2)     |
| Open di Francia (0)     |
| Torneo di Wimbledon (1) |
| US Open (1)             |
| Argenti Olimpici (0)    |

| Numero | Anno | Torneo                      | Superficie | Compagna           | Avversari in finale            | Punteggio        |
| 1.     | 1999 | Australian Open, Melbourne  | Cemento    | Serena Williams    | David Adams Mariaan de Swardt  | 4–6, 6–4, 6(5)–7 |
| 2.     | 2000 | US Open, New York           | Cemento    | Anna Kurnikova     | Jared Palmer Arantxa Sanchez   | 4–6, 3–6         |
| 3.     | 2007 | Australian Open, Melbourne  | Cemento    | Viktoryja Azaranka | Daniel Nestor Elena Lichovceva | 4–6, 4–6         |
| 4.     | 2013 | Torneo di Wimbledon, Londra | Erba       | Chan Hao-ching     | Nenad Zimonjić Samantha Stosur | 4-6, 2-6         |